# Ulrich Libbrecht

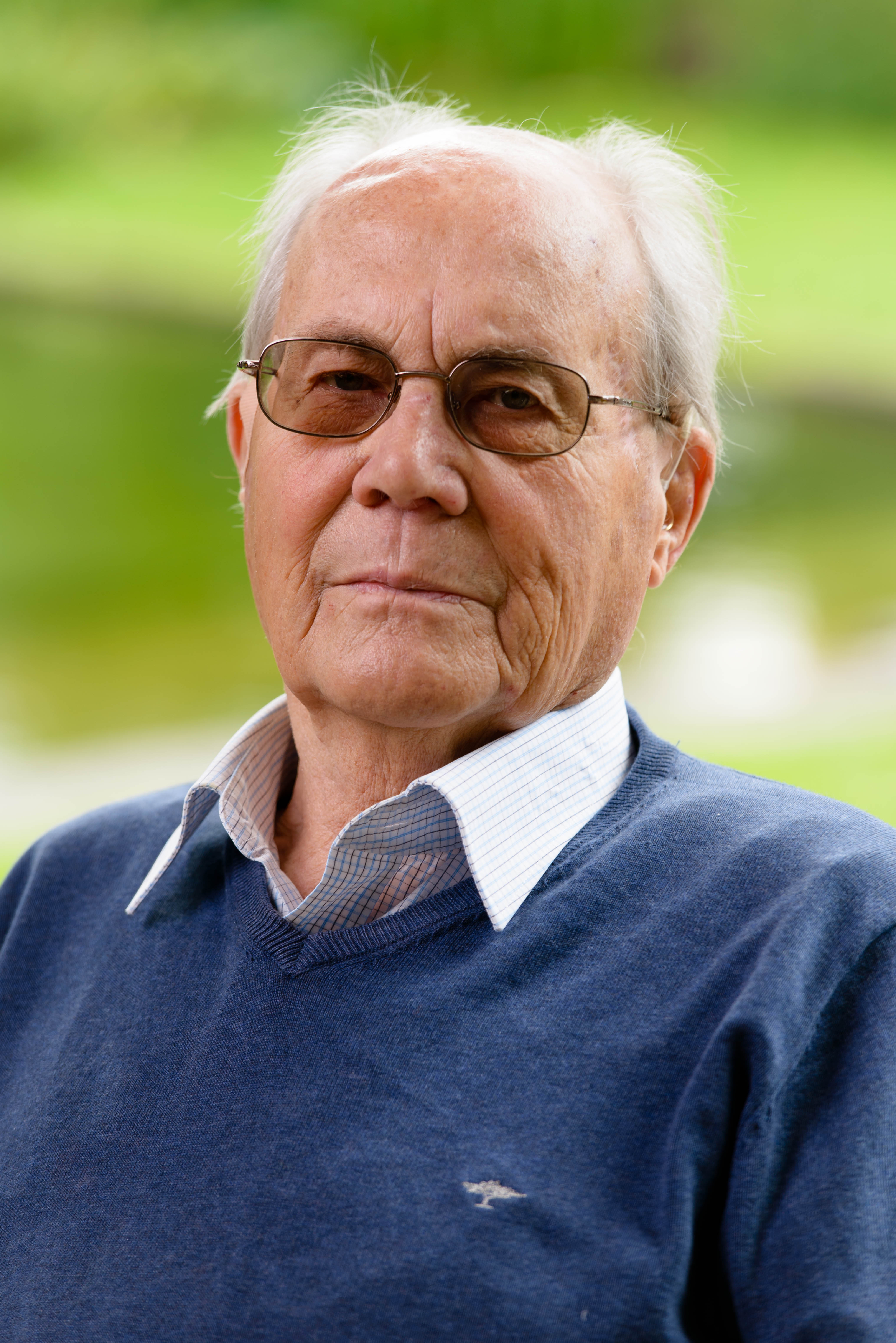
Ulrich Libbrecht, 2016

Ulrich Libbrecht (* 10. Juli 1928 in Avelgem; † 15. Mai 2017 in Ronse) war ein belgischer Philosoph, Mathematikhistoriker und Autor von zahlreichen Büchern zu Themen der östlichen und komparativen Philosophie.

## Leben
Libbrechts Laufbahn begann 1952 als Mathematiklehrer. Im Jahr 1963 machte er seinen Magister in den östlichen Sprachwissenschaften (Chinesisch, Sanskrit und östliche Philosophie) und in Sinologie an der Universität Gent (Belgien). Im Jahr 1972 promovierte er cum laude an der Universität Leiden (Niederlande) in Sinologie zum Thema chinesische Mathematik im 13. Jahrhundert, dem Werk von Qin Jiushao. Noch im gleichen Jahr wurde er als Professor an die Universität Leuven (Belgien) berufen, wo er bis zu seiner Emeritierung im Jahr 1994 klassische Sinologie, chinesische Philosophie (einschl. Buddhismus), Geschichte der Wissenschaften in China sowie komparative Philosophie lehrte. Im Jahr 1989 gründete Libbrecht die „Schule für komparative Philosophie Antwerpen“ und 1995 die Schule „Philosophie Ost-West Utrecht“.

Durchdrungen von der chinesischen Naturphilosophie setzte Libbrecht sich viele Jahre aktiv für den Schutz der Landschaft in seiner Heimat ein. Libbrecht lebte seit vielen Jahren in Zulzeke-Kluisbergen, einem kleinen Dorf in den flandrischen Ardennen, unweit von Oudenaarde.

## Werk
Im herkömmlichen Sinn bedeutet komparative Philosophie (oder auch interkulturelle Philosophie) das Vergleichen des Denkens sämtlicher kultureller, sprachlicher und philosophischer Strömungen. Die Unterschiede werden in einem Dialog gezielt gegenübergestellt, wobei immer die Gefahr besteht, dass die eigenen Denkmuster die Wahrnehmung der anderen Strömungen beeinträchtigen. Libbrechts Ansatz der komparativen Philosophie ist völlig anders; ihn interessiert nur die reiche Vielfalt des philosophischen Denkens der Menschheit. Er hat in seinem Magnum Opus, der vierbändigen „Einführung in die komparative Philosophie“, einen einzigartigen Denkrahmen entwickelt, der Einsichten in die Komplexität stark unterschiedlicher philosophischer Denkrichtungen gewährt. Dazu hat Libbrecht ein Modell entwickelt, mit Hilfe dessen er die weltweite Diversität an Philosophien auf die drei fundamentalen Systeme Daoismus (China), Buddhismus (indischer Ursprung) und Rationalismus (griechische Tradition) zurückführt. Dadurch entstehen drei verschiedene Dimensionen: Natur, Mystik und Rationalität, die die ontologischen Kategorien Werden, Nicht-Sein und Sein verkörpern. Libbrecht hat diese drei Philosophien gewählt, weil jede in ihrer Art „extrem“ ist und je eine der drei genannten Dimensionen als Totaldimension betrachtet. Obwohl in jeder der drei Philosophien dieselben grundlegenden Fragen gestellt werden, sind die Antworten fundamental verschieden, da jede Philosophie von ihren eigenen Basisparadigmen ausgeht. Um jedoch vergleichen zu können, braucht man ein paradigmenfreies Modell. Das von Libbrecht entwickelte kosmologisch-anthropologische Modell gründet auf den paradigmenfreien Achsen „Energie“ und „In-form-ation“. Die Energie verkörpert dabei das Unvergängliche, die Information (Form!) das sich ständig Wandelnde. Mit Hilfe des Modells lassen sich total verschiedene und sogar gegensätzliche Prinzipien und Denkmuster der verschiedenen Philosophien auf neutrale Weise studieren – ohne jegliche Voreingenommenheit durch eigene Denkmuster. Weil es eine algebraische Struktur aufweist und leere Kategorien benutzt, ist Libbrechts Modell offen und bietet Raum für alle bekannten Philosophien. Es ist nie seine Absicht gewesen, eine „Totalphilosophie“ zu schaffen; er hatte nie eine Synthese aller Philosophien im Sinn. Sein Wirken war immer darauf gerichtet, die reiche Vielfalt menschlichen Denkens aufzuzeigen und sie als Sinfonie „zusammentönen“ zu lassen.

## Veröffentlichungen

### Deutsch
Bücher
- Buddha und ich. Eine Begegnung in der Tiefe (IKB Band 26) [Übers. d. niederl. Originals: „Boeddha en ik. Ontmoeting in de diepte“], Verlag Traugott Bautz, Nordhausen 2010, ISBN 978-3-88309-186-0
- Dem Leben sei Dank [Übers. d. niederl. Originals: „Met dank aan het leven“], Verlag Traugott Bautz, Nordhausen 2012, ISBN 978-3-88309-703-9
- Weltbürger – Einführung in eine Weltanschauung (Übersetzung in Vorbereitung)

### Englisch
Bücher
- Chinese Mathematics in the Thirteenth Century: Shu-shu Chiu-chang of Ch’in Chiu-shao (Dissertation), Cambridge, Mass., and London: M.I.T. Press, 1973
- Within the Four Seas…Introduction to Comparative Philosophy, Leuven: Peeters, 2007

Artikel
- The Chinese Ta-yen Rule, Orientalia Lovaniensia Periodica, 3, 1972, pp. 179 – 199
- Joseph Needham’s Work in the Area of Chinese Mathematics, Past and Present, A Journal of Historical Studies, 87, May 1980, pp. 30 – 39
- Mathematical Manuscripts from the Tunhuang Caves, Explorations in the History of Science and Technology in China, Shanghai 1982, pp. 203 – 229
- Introduction of the Lapis serpentinus into China, Orientalia Lovaniensia Periodica, 18, 1987, pp. 209 – 237
- The Concept of Cheng, its Origin, Development and Philosophical Meaning (International Symposium on Confucianism and the Modern World, Taipei), 1987, pp. 301 – 341
- Hsi-tu-shih (Lapis serpentinus), a treatise by Ferdinand Verbiest, Bulletin of Chinese Studies, University of Hongkong, Vol. 1, nr. 2, 1987, pp. 317 – 341
- Prana = Pneuma = Ch’i? Thought and Law in Qin and Han China, 1990, pp. 42 – 62
- The Astronomia Europea of Ferdinand Verbiest S. J., Chintai Chung-kuo K’o-hsüeh Shih Lun-chi, Beijing, 1991
- General Evaluation of the Scientific Work of Ferdinand Verbiest, Monumenta Serica Monograph Series, XXX, 1994, pp. 55 – 64
- What kind of Science did the Jesuits bring to China? , Bibliotheca Instituti Historici S.I., vol. XLIX, Roma 1996, pp. 221 – 234

Beiträge in Monographien
- Chinese Concepts of Time: Yü-chou as space-time, in: Time and Temporality in Intercultural Perspective, Oosterling, H.A.F. (Hrsg.), Studien zur Interkulturellen Philosophie, Band 4, 1996, Amsterdam/Atlanta, GA
- Worldviews and Cultures, in: Philosophical Reflections from an Intercultural Perspective. Edited by Nicole Note et al., 2009, Springer Science + Business Media B.V., pp. 31 – 67

### Niederländisch
Bücher
- Oosterse wijsheid voor de Westerse mens [„Östliche Weisheit für Menschen im Westen“], Eindhoven: Orion, 1974
- De vinger die naar de maan wijst [„Der Finger, der auf den Mond zeigt“], Leuven: Davidsfonds, 1975
- Astronoom van de keizer [„Der Astronom des Kaisers“], Leuven: Davidsfonds, 1988
- Geen muren rond culturen [„Keine Mauern rund um Kulturen“], Leuven: Davidsfonds, 1995
- Inleiding comparatieve filosofie [„Einführung in die komparative Philosophie“], Assen: Van Gorcum, Teil I, 1995; Teil II, 1999; Teil IIIA, 2003; Teil IIIB, 2005
- In arren moede. Over teveel en tekort [„In Armut. Über Zuviel und über  Zuwenig“], Leuven: Davidsfonds, 1996
- Een glimlach uit het Oosten [„Ein Lächeln aus dem Osten“], Leuven: Davidsfonds, 2000
- Burger van de wereld. Inleiding tot een wereldbeschouwing [„Weltbürger – Einführung in eine Weltanschauung“], Budel: Damon, 2001
- Oosterse filosofie. Een inleiding. [„Östliche Philosophie. Eine Einführung“], Leuven: Davidsfonds, 2002
- Drakenaders van mijn landschap. Wat ik van het Oosten leerde [„Drachenadern meiner Landschaft. Was ich vom Fernen Osten lernte“], Tielt: Lannoo, 2003
- De geelzucht van Europa [„Die Gelbsucht Europas“], Leuven: Davidsfonds, 2004
- Is god dood? [„Ist Gott tot?“], Tielt: Lannoo, 2004
- Boeddha en ik. Ontmoeting in de diepte [„Buddha und ich. Eine Begegnung in der Tiefe“], Tielt: Lannoo, 2006
- Worden alle mensen broeders? Over globalisering en verscheidenheid [„Werden alle Menschen Brüder? Über Globalisierung und Verschiedenheit“], Tielt: Lannoo, 2007
- Met dank aan het leven [„Dem Leben sei Dank“], Tielt: Lannoo, 2008
- Adieu à Dieu. Naar een religieus atheïsme [„Adieu Gott. Hin zu einem neuen religiösen Atheismus“], Antwerpen-Apeldoorn: Garant, 2014
- De bricoleur en de dummies. Een boek voor jonge denkers en dromers [„Der Bricoleur und die Dummies. Ein Buch für junge Denker und Träumer“], Antwerpen-Apeldoorn: Garant, 2015
- De weg is wijzer dan de wegwijzer [„Der Weg ist weiser als der Wegweiser“], unter Mitwirkung von P. Bisschop, Redaktion D. Oostveen, Antwerpen-Apeldoorn: Garant, 2015
- Filosofie zonder grenzen [„Philosophie ohne Grenzen“], unter Mitwirkung von Heinz Kimmerle, Redaktion Els Janssens, Antwerpen-Apeldoorn: Garant, 2016
- Ierse meditaties. Naar een nieuw pantheïsme [„Irische Meditationen. Hin zu einem neuen Pantheismus“], Antwerpen-Apeldoorn: Garant, 2017
- Stilte [„Stille“], Geraardsbergen: Waerbeke, 2017 Waarbeke: Waerbeke vzw
- Mijmeringen in de schaduw. Laatste geschriften [„Betrachtungen im Schatten. Letzte Schriften“], Den Haag: Synthese, 2022 posthum veröffentlicht

### Französisch
Bücher
- Bouddha et Moi. [Übersetzung des niederländischen Originals: „Boeddha en ik. Ontmoeting in de diepte“], lulu.com, 2012

## Eponyme
2015 wurde der Asteroid (13526) Libbrecht nach ihm benannt.
Nach Instandsetzung wurde der Ulrich-Libbrecht-Wanderweg am 15. April 2018 in Zulzeke (Verbandsgemeinde Kluisbergen) in Belgien wiedereröffnet („Libbrechtwandeling in Zulzeke“).